# Euxoa luteomixta
Euxoa luteomixta är en fjärilsart som beskrevs av Wagner 1932. Euxoa luteomixta ingår i släktet Euxoa och familjen nattflyn. Inga underarter finns listade i Catalogue of Life.